# کیانپارس
کیانپارس یکی از محله‌های گران‌قیمتِ شهر اهواز است. این منطقه از شرق با رودخانه کارون، از غرب با محلهٔ کیان‌آباد، و از جنوب با منطقهٔ امانیه، و از شمال با منطقهٔ سیدخلف همسایه است. کیانپارس در غرب رودخانه کارون و در حد فاصل پل سیاه تا پل سوم قرار دارد. کیانپارس در کنار محله‌های کیان‌آباد، مهرشهر، کیانشهر و امانیه، جزو منطقهٔ دوم شهرداری اهواز می‌باشد.

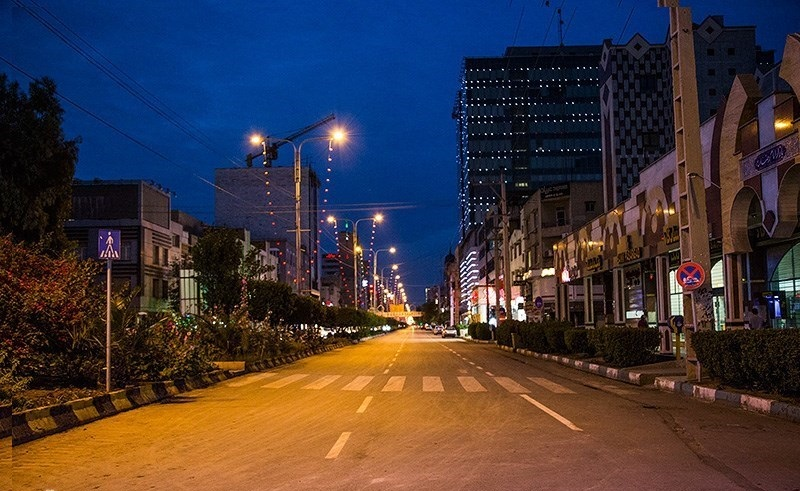
تعطیلی بازارهای کیانپارس در ابتدای شیوع گسترده‌ ویروس کرونا در نوروز ۱۳۹۹

پل طبیعت اهواز در این محله قرار دارد. این پل، پارک ساحلی و پارک لاله را به یکدیگر پیوند می‌دهد و پلی ویژه برای پیاده‌روی است. این پل به طول ۵۰۰ متر و عرض ۵ متر، روی رودخانه کارون اهواز ساخته شده‌است.
این محله در زمان افتتاح در دههٔ ۵۰ خورشیدی، شامل خانه‌های ویلایی بزرگ در حدود ۳۰۰، ۳۵۰، ۵۰۰، ۷۵۰ و ۱۰۰۰ مترمربع، همراه با کوچه‌ها و خیابان‌های سرسبز بود، که از میانهٔ دههٔ ۷۰ خورشیدی، با اوج گرفتن برج و آپارتمان‌سازی، چهرهٔ این منطقه، به آرامی دگرگون شد.
خیابان وهابی کیانپارس، که یکی از پر رفت‌و‌آمدترین و شلوغ‌ ترین خیابان‌های اهواز شمرده می‌‌شود، همچون مرزی جداکننده میان دو محله‌ی کیانپارس و کیان‌آباد می‌باشد.
دبیرستان پاسارگاد (کاشانی کنونی)، واقع در خیابان ۲۱ غربی، فاز دو کیانپارس، پیش از انقلاب، مدرسهٔ دانش آموزهای آمریکایی بوده است.

## تاریخچه

کیانپارس در سال ۱۳۸۹

موضوع شهری‌سازی و گسترش کیانپارس و کیان‌آباد، پیش از انقلاب ۱۳۵۷، در طرح جامع اهواز، توسط مؤسسهٔ مهندس دکتر علی ادیبی تهیه و بیان شد. در آن زمان، کیانپارس با مساحت کلی ۳ میلیون و ۴۷۰ مترمربع و یک میلیون و ۲۴۹ مترمربع قطعه زمین ساخته‌شده و جمعیتی حدود ۵,۹۸۱ نفر داشت (۴۸ نفر در هر هکتار) و شامل حدود ۹۰۰ واحد مسکونی بود. شهروندان اولیه این مناطق اغلب از تجار، کارمندان دولت، و کارکنان شرکت‌های نفتی تشکیل می‌شدند که از سطح درآمد و تحصیلات بالایی برخوردار بودند. کیانپارس در آن دوره به‌دلیل وجود خانه‌های سازمانی شرکت نورد، ژاندارمری، و بانک سپه، همزمان ظاهری هم روستایی و هم مدرن داشت، که به سرعت پیشرفت کرده و گسترش یافت.

## تقسیم بندی‌ها
کیانپارس دارای سه بخش می‌باشد که هریک توسط یک میدان، شناسایی می‌شوند.
- منطقه اول: فلکهٔ اول (برچیده‌شده) از خیابان موحدین غربی تا خیابان پهلوان (توحید)
- منطقه دوم: فلکهٔ دوم (برچیده‌شده) از خیابان پهلوان (توحید) تا خیابان میهن (کلانتری چهارده اهواز)
- منطقه سوم: فلکهٔ سوم (میدان گردشگر) از خیابان میهن که با شماره مشخص می‌گردند که دارای ۴۰ خیابان اصلی، در قالب ۲۰ خیابان شرقی و ۲۰ خیابان غربی می‌باشد. خیابان‌های شرقی؛ سمت رودخانهٔ کارون بوده، بخش انتهایی خیابان‌های غربی هم‌مرز منطقهٔ کیان‌آباد می‌باشند. در مجموع از نظر شهروندان این منطقه، خیابان‌های غربی به نوع ساختمان‌های ویلایی قدیمی و خیابان‌بندی و وجود فضاهای سبز بهتر، قدمت و همچنین همجواری با محلهٔ کیان‌آباد و خیابان وهابی از کیفیت بهتری بهره‌مند هستند. ضمن اینکه با توجه به ساخت‌ها و دگرگونی‌های این سال‌ها تفاوت دیگر مشهود نیست.

بلوار اصلی کیانپارس، بلوار چمران نام دارد، که خیابان‌های شرقی و غربی کیانپارس در دو طرف این بلوار قرار دارند و انتهای آن، به بلوار مدرس پیوند می خورد.

## فهرست اماکن مهم

### مراکز خرید[۶]
- مرکز خرید ایران‌نگین
- مرکز خرید رویال پارس
- مجتمع تجاری-اداری تشریفات
- بازار امام رضا
- مرکز خرید برج
- بازار مرو
- پاساژ آسمانه
- مرکزخرید خلیج فارس
- مرکز خرید استارمال
- پاساژ مرکزی
- یاشار سنتر

### بهداشت و درمان
- بیمارستان مهر
- بیمارستان آریا
- بهداری نیروی انتظامی

### پارک‌ها و بوستان‌ها[۷]
- پارک ساحلی
- بوستان الهام
- بوستان کوثر
- بوستان مهر
- بوستان رضا
- بوستان طوبی
- بوستان گلچهره

### مساجد[۸]
- مسجد فاطمیه
- مسجد محمدی
- حسینیه امام رضا
- مسجد اهل البیت
- مسجد امام خمینی
- مسجد امام علی
- مسجد مهدی منتظر

## مراکز خرید

#### خیابان وهابی
خیابان وهابی یکی از مهم‌ترین و شلوغترین خیابان‌های اهواز در مناطق کیان‌آباد و کیانپارس است. وجود فروشگاه‌ها، میوه فروشی‌ها، فست فودها، شیرینی فروشی‌ها و… باعث شده تا از تمام نقاط اهواز برای خرید به این خیابان مراجعه کنند. خیابان وهابی دارای دو قسمت غربی (سمت کیان‌آباد) و شرقی (سمت کیانپارس) است. این خیابان مکانی برای تفریح جوانان و از زنده‌ترین خیابان‌های اهواز است.
این خیابان به لحاظ ارزش ملک چه تجاری و چه مسکونی از گرانترین و باارزش‌ترین خیابان‌ها در اهواز شمرده می‌شود که علت آن وجود رستوران‌ها، کافی‌شاپ‌ها و شیرینی‌فروشی‌های بسیار است.

#### بازار امام رضا
بازار امام رضا اهواز، ساختمانی ۵ طبقه است و یکی از بهترین مراکز خرید اهواز به شمار می‌آید. در این ساختمان ۵ طبقه، می‌توانید انواع کالاهای مورد نیاز خود، ازجمله سرویس خواب، پوشاک، اسباب‌بازی، کیف و کفش و بدلیجات را تهیه کنید.

#### مجتمع تجاری-اداری تشریفات
این مجتمع در زمینی به مساحت ۲۱۳۵ متر مربع واقع در کیانپارس است. کاربری این مجتمع ۱۷ طبقه شامل ۵ طبقه منفی پارکینگ، ۶ طبقه تجاری و ۶ طبقه اداری و یک طبقه فودکورت می‌باشد.

#### مرکز خرید خلیج فارس
این مرکز خرید یکی از بزرگترین و مجهزترین مراکز خرید و تفریحی اقامتی در اهواز می‌باشد که شامل ۱ طبقه هایپر مارکت، ۳ طبقه تجاری، ۲ طبقه تفریحی و فرهنگی که مشتمل بر فود کورت، رستوران، شهربازی کودک و بزرگسال، ۶ سالن سینما، بولینگ، بیلیارد، پاتیناژ (اسکیت روی یخ)، سالن‌های همایش، روف گاردن (بام سبز)، روف تاپ پول (استخر روی بام)، آمفی تئاتر و هتل پنج ستاره در ۴ طبقه می‌باشد. این مجتمع در خیابان وهابی نبش خیابان ۱ شرقی کیان‌آباد واقع شده‌ است. فروشگاه هایپر استار (شعبه اهواز) نیز در این سیتی سنتر واقع شده است.

#### مرکز خرید برج
مرکز خرید برج کیانپارس، واقع در نبش خیابان ۱۴ غربی، فاز یک، یکی از مراکز خرید اهواز است، که در سال ۱۳۸۱ خ. افتتاح گردید، و ویژگی منحصربفرد آن این است که بخشی از ساختمان ۱۲ طبقه‌ی ساختمان برج می‌باشد.

#### پاساژ آسمانه
پاساژ آسمانه یکی از مراکز خرید کیانپارس است، که بین خیابان‌های ۷ و ۸ شرقی و نبش خیابان ۸ شرقی قرار گرفته‌ است. مرکز خرید آسمانه، در سال ۱۳۸۰ تأسیس شد.

#### بازار مرو
یکی از قدیمی‌ترین مراکز خرید اهواز است که در انتهای کیانپارس قرار دارد. بازار مرو، روبروی خیابان ۲۰ غربی و در بخش شرقی کیانپارس واقع شده‌‌است.

## کلانتری و دفاتر خدمات قضایی
- کیان‌آباد و کیانپارس دارای یک کلانتری مشترک هستند (کلانتری ۱۴ کیانپارس) که در خیابان وهابی نبش ۲۴ کیان‌آباد واقع شده‌ است.
- دفتر خدمات قضایی در کیان‌آباد نبش خیابان سپید (۱۸ متری دوم) واقع شده‌ است که قابل استفاده برای شهروندان مناطق کیان‌آباد و کیانپارس و مناطق اطراف مانند مهرشهر است.
- انتهای خیابان‌های شرقی کیانپارس، به بلواری در کنار رودخانه کارون، منتهی می‌شوند، که بلوار ساحلی نام دارد. بلوار ساحلی کیانپارس، به ۲ بخش «جاده ساحلی» و «پارک دولت» تقسیم می‌شود. این بلوار، درحقیقت به موازات بلوار چمران (بلوار اصلی کیانپارس) واقع شده‌ است و در دو طرف آن، چندین پارک، مرکز تفریحی قرار گرفته‌است. این بلوار، به پل هفتم اهواز، ختم می‌شود.

## مراکز بهداشتی و درمانی
منطقه کیانپارس اهواز، دارای دو بیمارستان بزرگ و چندین درمانگاه و یک مرکز جراحی می‌باشد.

#### بیمارستان مهر
بیمارستان مهر بزرگترین بیمارستان کیانپارس و به عنوان یکی از مجهزترین بیمارستان‌های خصوصی شهر اهواز شمرده می‌شود. این بیمارستان در خیابان کوثر واقع شده‌ است.

#### بیمارستان آریا
دومین بیمارستان بزرگ این منطقه، بیمارستان آریا است، که در خیابان ۱۸ شرقی قرار دارد.